# أولاد علي بن لحسن (تندرارة)
أولاد علي بن لحسن هي إحدى مشيخات المملكة المغربية، تتبع جغرافيا لإقليم فكيك وإداريًا لتندرارة. يقدر عدد سكانها بـ 760 نسمة حسب الإحصاء الرسمي للسكان والسكنى لسنة 2004.